# Тимоново (Дмитровський міський округ)
Ти́моново (рос. Тимоново) — село у складі Дмитровського міського округу Московської області, Росія.

## Населення
Населення — 8 осіб (2010; 7 у 2002).
Національний склад (станом на 2002 рік):
- росіяни — 71 %
- українці — 29 %